# Улица Карла Либкнехта (Владивосток)
Улица Карла Либкнехта — улица в Ленинском районе города Владивостока. Берёт начало между домами № 161А и № 163 по улице Светланской, тянется с юга на север в сопку, параллельно улице Махалина, пересекает Славянскую улицу, в районе дома 29 резко поворачивает на запад и заканчивается тупиком. В районе дома 21 соединена переулком с улицей Махалина. Нумерация домов начинается от улицы Светланской.

## История
- Улица расположена в историческом районе Владивостока — Экипажная слободка, район между засыпанными ныне Мальцевским оврагом и Гайдамакским оврагом. Земельные участки здесь с 1870-х годов раздавались матросам Сибирского флотского экипажа.
- Первое историческое название улицы — Японская. Названа в честь винтового транспорта с парусным вооружением «Японец» Сибирской флотилии. В 1860 году транспорт был направлен из Николаевска-на-Амуре с десантом солдат для занятия постов в юго-восточных гаванях и для доставки продовольствия на существующие посты. 11 апреля с транспорта высадили на берег команду из 26 матросов под командованием лейтенанта Павла Николаевича Назимова, основавших военный пост Новгородский[2].
- Второе историческое название улицы — Линевича. Улица переименована в 1908 году в честь Главнокомандующего Вооруженными силами Дальнего Востока России (с марта 1905 года по февраль 1906 года) генерал-адъютанта (1905) Николая Петровича Линевича.
- 6 ноября 1932 года постановлением Президиума Владивостокского городского Совета рабочих, крестьянских и краснофлотских депутатов улица Линевича переименована в улицу Карла Либкнехта — деятеля германского и международного рабочего и социалистического движения, одного из основателей (1918) Коммунистической партии Германии[3].

## Исторические здания
- Дом 3. Двухэтажный кирпичный неоштукатуренный дом на высоком цоколе из тесаного естественного камня. Этажи расчленены горизонтальной тягой по типу простого карниза, сам карниз завершен парапетом с металлическим ограждением. Вход подчеркнут раскреповкой стены и фронтоном с круглым слуховым окном. В доме жил известный мореплаватель и организатор китобойного промысла на Дальнем Востоке Аким Егорович Дыдымов (в честь него Ф. К. Геком в 1891 году названа бухта Память Дыдымова [Улсанман] в Японском море: полуостров Корея, 35°30′ с.ш., 129°23′ в.д.[4]).[5].
- Дом на пересечении улицы Светланской с улицей Карла Либкнехта. Адрес дома ул. Светланская 161 А. Дом трехэтажный прямоугольный в плане. Стены первого этажа выложены из естественного камня, верхних этажей — из кирпича. Главный фасад имеет развитую пластику — лопатки, оконные сандрики, подоконные ниши, пояски. Северный фасад дома глухой, торцы завершены брандмауэрами. В доме жил «вольный шкипер» Фридольф Гек.[6]. На торце дома установлена аннотационная доска.
- Дом по адресу ул. Светланская 161/2 торцом выходит на улицу Карла Либкнехта. Дом построил в 1897 году «вольный шкипер» Фридольф Гек и подарил дочери Васюкевич (Гек) Елене Фридольфовне.
- Другие здания, образующие ансамбль жилых домов бывшей Экипажной слободки, интересны как памятники архитектуры.

## Другие здания
- Улица огибает с тыла Свято-Никольский кафедральный собор (с 1991 года), ранее (с 1907 по 1927 гг. и 1976 по 1991 гг.) церковь иконы Божией Матери «Всех Скорбящих Радость» в память о русских воинах, погибших в русско-японской войне 1904—1905 гг.[7].

## Транспорт
Непосредственно по улице общественный транспорт не проходит. Автомобильное движение по одной полосе в каждую сторону. Дорожная разметка отсутствует. Светофоров нет.
Ближайшая остановка общественного транспорта на улице Светланской — Стадион «Авангард».